# Чорний Ліс (Луцький район)
Чорний Ліс — село в Україні, у Луцькому районі Волинської області. Входить до складу Торчинської селищної громади. Населення становить 17 осіб.

## Історія
У 1906 році колонія Торчинської волості Луцького повіту Волинської губернії. Відстань від повітового міста 29 верст, від волості 15. Дворів 12, мешканців 69.

## Населення
Згідно з переписом УРСР 1989 року чисельність наявного населення села становила 25 осіб, з яких 12 чоловіків та 13 жінок.
За переписом населення України 2001 року в селі мешкало 16 осіб.

### Мова
Розподіл населення за рідною мовою за даними перепису 2001 року:
| Мова       | Відсоток |
| ---------- | -------- |
| українська | 88,24 %  |
| російська  | 11,76 %  |